# Estación La Raya
La estación La Raya es una estación de trenes ubicada en el distrito de Layo de la provincia de Canas del departamento del Cusco, Perú, muy cerca al límite entre este departamento y el departamento de Puno. Esta estación es parte del tramo Sur  del Ferrocarril del Sur.  Administrada por la empresa Ferrocarril Trasandino, recibe a los trenes turísticos de la empresa PeruRail.
La estación fue construida en 1886 y está ubicada en plena Abra La Raya a una altitud de 4319 m s. n. m. siendo el punto más alto de la ruta.